# Platinum (Alaska)
Pour les articles homonymes, voir Platinum.
Platinum est une ville des États-Unis situé dans le sud de l’État d’Alaska.

## Démographie
| 1940 | 1950 | 1960 | 1970 | 1980 | 1990 |
| ---- | ---- | ---- | ---- | ---- | ---- |
| 45   | 72   | 43   | 55   | 55   | 64   |

| 2000 | 2010 | - | - | - | - |
| ---- | ---- | - | - | - | - |
| 41   | 61   | - | - | - | - |